# Aubade (musique)
Pour les articles homonymes, voir Aubade.
Une aubade est une prestation musicale donnée à l'aube ou tout au moins en matinée, en l'honneur de quelqu'un, le plus souvent devant son habitation ou, « image d'Épinal », sous sa fenêtre. Par extension, elle désigne également le genre musical joué à cette occasion.
L'aubade trouve son origine dans les chansons des troubadours de Provence d'où le mot est originaire (aubada de alba, aube). Genre poétique et musical répandu dans l'Europe du Moyen Âge, une aube avait pour thème la séparation de deux amants prévenus par un guetteur complice (gaite en provençal) de l'imminence du jour.
À l'instar de son opposé la sérénade (opposé car joué le soir), c'est aussi un court concert composé de chansons d'amour accompagnées le plus souvent de guitares ou de mandolines et donné sous les fenêtres de la bien-aimée pour agrémenter son éveil.
Moins romanesque, à partir du XVIIe siècle, l'aubade est une fanfare de trompettes et tambours jouées le matin des jours de fête en l'honneur d'un roi, d'un noble ou de personnalités civiles ou militaires.

## Musique classique
En musique classique, une aubade ou une alborada sous son appellation espagnole, est une œuvre de caractère reprenant le thème des amants et du veilleur comme bien sûr les œuvres inspirées du Roméo et Juliette de Shakespeare ou l'acte II de l'opéra Tristan et Isolde de Wagner ; voir aussi les aubades de Berlioz (Aubade sur un texte d'Alfred de Musset), celles de Bizet, Lalo ou Poulenc (Aubade) et l'Alborada del gracioso extraite des Miroirs de Ravel.
Edvard Grieg pour la pièce de théâtre Peer Gynt d'Henrik Ibsen en 1874 écrit une musique de scène pour orchestre symphonique commençant par l'aubade Au matin, le thème alternant la flûte et le hautbois. Inspiré d'un voyage de quatre mois en Espagne. en 1883, Emmanuel Chabrier compose une Aubade pour piano. Composé à l'origine pour piano, adapté pour la guitare, puis pour l'orchestre, le numéro trois de Recuerdos de Viaje, op.71, d'Isaac Albéniz (1887) est une Alborada dédiée à la « Señorita Rafaela de Llorens ». Créé également en 1887, à Saint-Pétersbourg, le Capriccio espagnol de Nikolaï Rimski-Korsakov pour orchestre symphonique avec violon principal, comporte deux Alboradas en premier et troisième mouvements.
Aubade et Danse bretonne sont les deux mouvements du solo pour violon Le Roi d'Ys d'Édouard Lalo en édition posthume de 1917. Avec Pastorale et Mascarade, Aubade est le premier mouvement de la Petite Suite pour orchestre d'Albert Roussel créée le 30 janvier 1929 et dédiée à Madame Henry le Bœuf. En 1960, l'orchestre symphonique d'Oakland (Californie) commande à Darius Milhaud Aubade, pour orchestre d'une durée 11 minutes. Suite calendale d'Henri Tomasi pour tambourins et galoubets de 1962 comporte deux aubades : Aubade des bergers et bergères (n°2) et Aubade des tambourinaires (n°4) avec le Cortège des rois mages (n°1) et la Berceuse pour l'Enfant Jésus (n°3).

## Tradition populaire

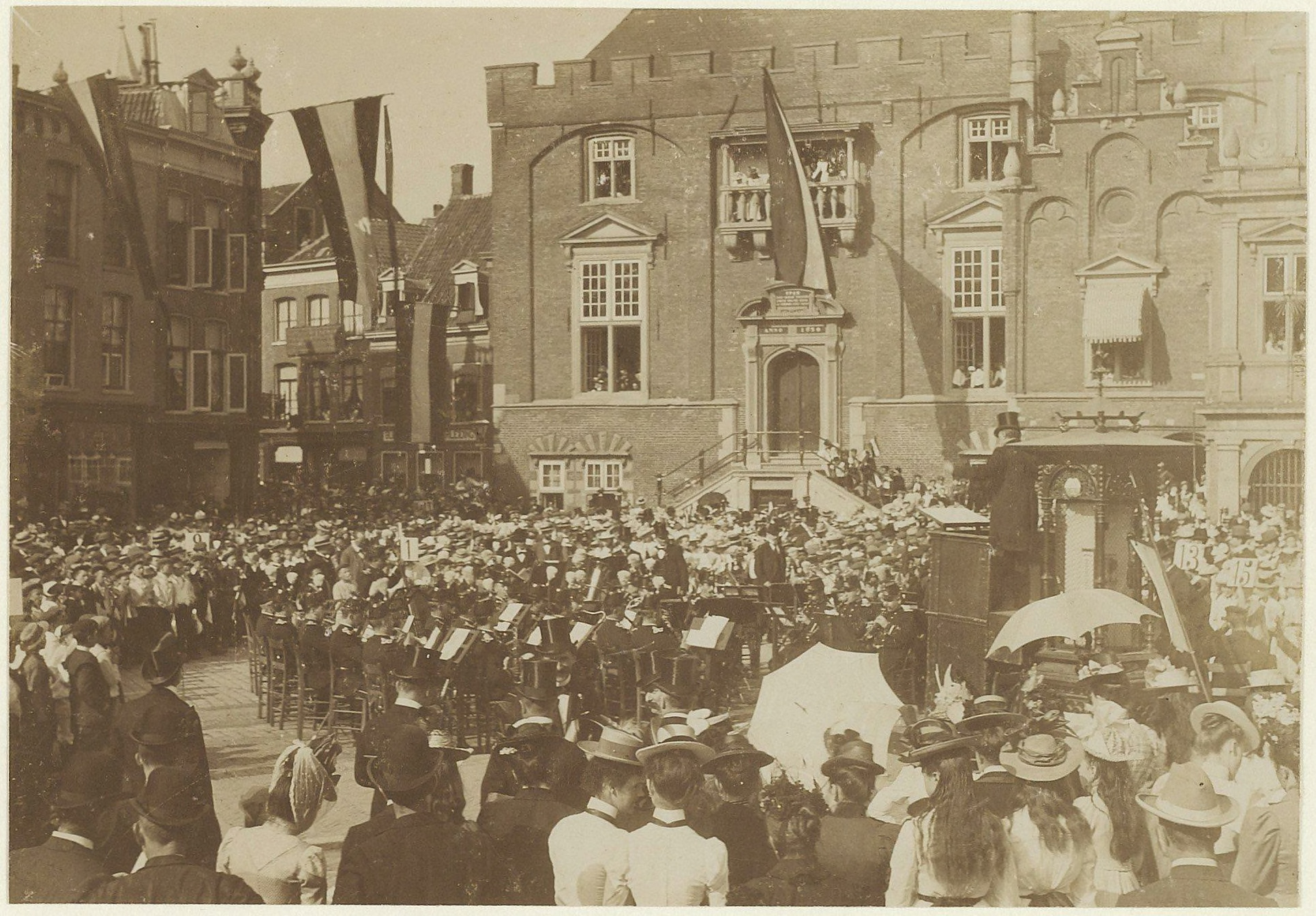
Aubade en l'honneur de la Reine des Pays-Bas.

En France, surtout dans les zones rurales, avant de partir pour leur conscription, les jeunes appelés du contingent faisaient parfois une « aubade », tournée matinale des habitations locales au son d'une caisse claire et d'un clairon pour collecter quelques soutiens financiers les aidant pendant la durée de leur service militaire (5 ans au XIXe siècle, 3 ans, puis un an à la fin du XXe). Cette tradition a été reprise et adaptée lors de certaines fêtes de classe et autres fêtes votives.
En Belgique, l’« aubade » est un des 26 airs traditionnels du Gille pendant le carnaval de Binche. Elle est jouée au petit matin au son des tambours et des fifres (ou parfois, au son des clarinettes) pendant le « ramassage », le plus souvent devant la maison d'un des Gilles qui rejoint alors le groupe.